# Crown Jewel (2019)
Crown Jewel (2019) era um pay-per-view de wrestling  e evento da WWE Network produzido pela WWE para as suas divisões marca Raw e SmackDown. O evento aconteceu em 31 de outubro de 2019 no King Fahd International Stadium em Riade, na Arábia Saudita. Foi o segundo evento da WWE promovido sob a cronologia Crown Jewel e o quarto realizado sob a parceria de 10 anos da WWE em apoio à Saudi Vision 2030.
Nove lutas foram disputadas no evento, incluindo uma no pré-show. No evento principal, "The Fiend" Bray Wyatt derrotou Seth Rollins em uma luta Falls Count Anywhere que não pôde ser interrompida por qualquer motivo para vencer o Universal Championship. Em outras lutas proeminentes, Brock Lesnar derrotou Cain Velasquez por submissão para reter o WWE Championship, o boxeador profissional Tyson Fury derrotou Braun Strowman por countout, e Natalya derrotou Lacey Evans por submissão no que foi a primeira luta wrestling profissional feminina a acontecer na Arábia Saudita .
O evento teve uma recepção mista a positiva por parte dos críticos; embora o luta turmoil de duplas, a luta pelo United States Championship, a luta de equipes 5-contra-5 e, em particular, a luta entre Mansoor e Cesaro tenham sido amplamente elogiadas, Lesnar vs. Velasquez e Fury vs. Strowman foram criticadas quase universalmente, com a luta pelo Universal Champiomahip recebendo uma recepção polarizada. A luta feminina recebeu reações polarizadas por sua marcação e importância, embora tenha sido considerada de média qualidade.

## Produção

### Conceito
No início de 2018, a WWE iniciou uma parceria estratégica multiplataforma de 10 anos com a General Sports Authority em apoio à Saudi Vision 2030, o programa de reforma social e econômica da Arábia Saudita. O primeiro evento desta nova parceria, o Greatest Royal Rumble, foi realizado no King Abdullah International Stadium da King Abdullah Sports City em Jeddah em 27 de abril. Em setembro, uma sequência intitulada Crown Jewel foi anunciada para ser realizada em 2 de novembro de 2018. O site árabe da WWE anunciou em 27 de setembro de 2019 que um segundo evento Crown Jewel seria realizado no King Fahd International Stadium em 31 de outubro. O membro do Hall da Fama da WWE Hulk Hogan e The Undertaker foram anunciados para fazerem aparições no evento; no entanto, foi mais tarde revelado que The Undertaker não iria aparecer, mas foi visto representando a WWE na abertura do Grand Parade da temporada de Riyadh.

### Histórias
O show foi composto por nove lutas, incluindo uma no pré-show. As lutas resultaram de enredos roteirizados, onde os lutadores retratavam heróis, vilões ou personagens menos distintos em eventos roteirizados que geravam tensão e culminavam em uma luta ou série de lutas. Os resultados foram predeterminados pelos escritores da WWE nas marcas Raw e SmackDown, enquanto as histórias foram produzidas nos programas semanais de televisão da WWE, Monday Night Raw e Friday Night SmackDown.
No episódio do Raw de 30 de setembro, Hulk Hogan e o colega do Hall da Fama da WWE Ric Flair foram convidados do "Miz TV", onde Hogan e Flair se enfrentaram. The Miz então anunciou que no Crown Jewel, haveria uma luta de 5 contra 5 entre o Team Hogan e o Team Flair, com Hogan e Flair como os respectivos treinadores. O Campeão Universal Seth Rollins e Randy Orton foram selecionados como capitães do Team Hogan e do Team Flair, respectivamente. Mais tarde naquela noite, Rusev se juntou ao Team Hogan enquanto King Corbin se juntou ao Team Flair. No Raw de 14 de outubro , Ricochet foi adicionado ao Team Hogan, enquanto Bobby Lashley e o Campeão Intercontinental Shinsuke Nakamura foram adicionados ao Team Flair. No mesmo episódio, Rollins foi escalado para defender o Universal Championship no evento e foi posteriormente removido da luta de equipes. No SmackDown seguinte, Hogan revelou que Ali e Shorty G foram adicionados à sua equipe. Mais tarde, Roman Reigns foi anunciado como substituto de Rollins como capitão do Team Hogan. Drew McIntyre foi revelado como o último membro do Team Flair no Raw seguinte.
No Raw de 30 de setembro, Brock Lesnar e seu pota-voz Paul Heyman interromperam uma promo no ringue de Rey Mysterio. Lesnar passou a atacar brutalmente Mysterio, bem como o filho de Mysterio, Dominic, que estava sentado na primeira fila. Depois de Lesnar derrotar Kofi Kingston para vencer o WWE Championship durante o 20º aniversário do SmackDown naquela sexta-feira, Mysterio apareceu junto com o ex-lutador de artes marciais mistas do Ultimate Fighting Championship (UFC) Cain Velasquez, fazendo sua estréia na WWE. Velasquez, o homem que derrotou Lesnar pelo UFC Heavyweight Championship por nocaute técnico no UFC 121 em 2010, entrou no ringue e atacou Lesnar, que conseguiu escapar e recuar. Em uma entrevista nos bastidores, Velasquez afirmou que veio para se vingar de Lesnar pelo que ele fez a Mysterio e Dominic, que mais tarde foi revelado ser o afilhado de Velasquez. Na conferência de imprensa para o Crown Jewel em Las Vegas em 11 de outubro, foi anunciado que Lesnar iria defender o WWE Championship contra Velasquez no Crown Jewel.
Em meio à luta de Braun Strowman durante o 20º aniversário do SmackDown em 4 de outubro, Strowman provocou o boxeador profissional Tyson Fury, que estava sentado na primeira fila. Mais tarde, durante a luta, Strowman atirou brutalmente Dolph Ziggler na barricada, o que jogou Fury de volta em seu assento. Após a luta, Fury saltou a barricada e foi contido pela segurança. No Raw seguinte, Fury apareceu, querendo um pedido de desculpas de Strowman. Após a troca de insultos verbais, uma grande briga estourou entre os dois que tiveram que ser separados pelo segurança e outros lutadores. Na conferência de imprensa do Crown Jewel em Las Vegas em 11 de outubro, foi anunciado que Strowman enfrentaria Fury no Crown Jewel.
No Hell in a Cell, a luta Hell in a Cell pelo Universal Championship entre o atual campeão Seth Rollins e "The Fiend" Bray Wyatt terminou com a paralisação do árbitro, portanto Rollins reteve. The Fiend, supostamente ferido, continuou a atacar Rollins após a luta. No episódio de 11 de outubro do SmackDown (a primeira noite do WWE Draft 2019), uma luta entre Rollins (representando o Raw) e Roman Reigns (representando o SmackDown) foi agendada para determinar qual marca ganharia o primeiro draft escolhido da noite. Rollins venceu por desqualificação devido à interferência de The Fiend, dando ao Raw a primeira escolha do draft; The Fiend foi posteriormente convocado para o SmackDown. Embora Rollins tenha sido convocado para o Raw na segunda noite do draft, uma revanche pelo título entre Rollins e The Fiend foi agendada para a Crown Jewel como uma luta Falls Count Anywhere. Naquela mesma noite, Wyatt como seu eu normal apresentou um segmento da Firefly Fun House, mas foi interrompido por Rollins, que apareceu dentro da casa de diversão, atacou Wyatt e colocou a casa em chamas. No SmackDown seguinte, uma estipulação adicional foi adicionada em que o árbitro não poderia parar a luta por qualquer motivo.
No Super ShowDown, Mansoor do NXT, um nativo saudita, venceu a maior batalha real da WWE. Em 14 de outubro, uma luta entre Mansoor e Cesaro foi anunciada para Crown Jewel.
No Raw de 14 de outubro , a maior luta turmoil de duplas da história da WWE foi agendada para o Crown Jewel, com os vencedores recebendo a WWE Tag Team World Cup e sendo chamados de "a melhor tag team do mundo". Nove times foram anunciados para a luta: The New Day (representado por Big E e Kofi Kingston; Xavier Woods se machucou antes do evento), Heavy Machinery (Otis e Tucker), Lucha House Party (Lince Dorado, Gran Metalik, e/ou Kalisto), Curt Hawkins e Zack Ryder, The O.C.(representado por Luke Gallows e Karl Anderson ; AJ Styles estava agendado para outra luta), Dolph Ziggler e Robert Roode, B-Team (Curtis Axel e Bo Dallas), os Campeões de Duplas do SmackDown The Revival (Scott Dawson e Dash Wilder), e os Campeões de Duplas do Raw The Viking Raiders (Erik e Ivar).
Em 23 de outubro no WWE The Bump, uma batalha real de 20 homens foi agendada para o pré-show do Crown Jewel, com o vencedor recebendo uma luta pelo título contra o Campeão dos Estados Unidos AJ Styles mais tarde naquela noite.
Devido aos direitos limitados que as mulheres têm na Arábia Saudita, todas as lutadoras da WWE foram proibidas de lutar em eventos da WWE no país. No entanto, durante a coletiva de imprensa do Crown Jewel em 30 de outubro, foi anunciado que uma lutaentre Natalya e Lacey Evans foi aprovada para o Crown Jewel, marcando a primeira luta feminina na Arábia Saudita. Em respeito à cultura do país, a diretora de marca da WWE, Stephanie McMahon, disse que ambas estariam usando roupas cobrindo o corpo inteiro em vez de seus trajes normais, embora o traje normal de Natalya seja principalmente um body. Ambas as mulheres também usaram camisetas das lojas de souvenirs normalmente vendidas no local e da loja WWE com sua marca.

## Evento
| Função:                 | Nome:                                        |
| ----------------------- | -------------------------------------------- |
| Comentaristas em inglês | Michael Cole                                 |
| Comentaristas em inglês | Corey Graves                                 |
| Comentaristas em inglês | Byron Saxton (10 Man Tag / Evento Principal) |
| Comentaristas em árabe  | Faisal Almughaisib                           |
| Comentaristas em árabe  | Jude Aldajani                                |
| Anunciador de ringue    | Greg Hamilton                                |
| Árbitros                | Shawn Bennett                                |
| Árbitros                | John Cone                                    |
| Árbitros                | Darrick Moore                                |
| Árbitros                | Eddie Orengo                                 |
| Árbitros                | Chad Patton                                  |
| Entrevistador           | Byron Saxton                                 |
| Painel do pré-show      | Charly Caruso                                |
| Painel do pré-show      | Scott Stanford                               |
| Painel do pré-show      | Booker T                                     |
| Painel do pré-show      | David Otunga                                 |

### Pré-show
Durante o pré-show do Crown Jewel, a batalha real de 20 homens foi disputada para determinar o desafiante de AJ Styles pelo United States Championship. No meio da luta, depois que R-Truth e Sunil Singh foram eliminados, Truth derrotou Sunil com um roll-up na rampa de entrada para vencer o 24/7 Championship. No final da batalha real, Humberto Carrillo eliminou Erick Rowan para vencer a luta e ganhar uma luta pelo United States Championship.

### Lutas preliminares
O pay-per-view começou com Brock Lesnar (acompanhado por Paul Heyman) defendendo o WWE Championship contra Cain Velasquez (acompanhado por Rey Mysterio). Lesnar forçou Velasquez a se submeter ao "Kimura Lock" para reter o título. Após a luta, Lesnar aplicou o Kimura Lock até Mysterio acertar Lesnar com uma cadeira. Lesnar jogou Mysterio para fora do ringue e atingiu Velasquez com a cadeira. Lesnar executou um "F-5" na cadeira em Velasquez. Mysterio atingiu Lesnar com uma cadeira, forçando Lesnar a recuar.
Em seguida foi a luta turmoil de duplas pelo WWE Tag Team World Cup. As equipes de Dolph Ziggler e Robert Roode e Lucha House Party (Lince Dorado e Gran Metalik, acompanhados de Kalisto) iniciaram a luta. Roode executou um "Glorious DDT" em Dorado para eliminar Lucha House Party. A próxima equipe a entrar foi Curt Hawkins e Zack Ryder, que foram eliminados rapidamente por Ziggler e Roode após uma combinação "Spinebuster/Zig-Zag" em Ryder. Em seguida veio o Heavy Machinery (Otis e Tucker). Otis e Tucker executaram um "Compactorr" em Ziggler para eliminá-lo e a Roode. O New Day (Big E e Kofi Kingston) então entraram e eliminaram o Heavy Machinery após o “Midnight Hour" em Tucker. A sétima equipe a entrar foram os Campeões de Duplas do SmackDown The Revival (Scott Dawson e Dash Wilder), que atacaram o The New Day depois de ser eliminado por eles. A penúltima equipe a entrar foi The OC (Luke Gallows e Karl Anderson), que eliminaram The New Day após realizarem o "Magic Killer" em Kingston. A última equipe a entrar foram os Campeões de Duplas do Raw, The Viking Raiders (Erik e Ivar). Gallows e Anderson executaram o "Magic Killer" em Erik para ganhar a luta e o troféu da Tag Team World Cup.
Depois disso, Mansoor enfrentou Cesaro. Mansoor executou um "Moonsault" em Cesaro para vencer. Após a luta, Mansoor fez um discurso emocionado em seu país.
Em um segmento de backstage, Samir Singh derrotou R-Truth para ganhar o 24/7 Championship após Truth bater em uma porta.
Na quarta luta, Braun Strowman enfrentou Tyson Fury. Fury atingiu Strowman, que foi contado fora. Assim, Fury venceu. Depois, Strowman executou um "Running Powerslam" em Fury.
Em seguida, AJ Styles (acompanhado por Karl Anderson e Luke Gallows) defendeu o United States Championship contra o vencedor da batalha real Humberto Carrillo. Styles executou um "Phenomenal Forearm" em Carillo para manter o título.
Depois disso, Natalya enfrentou Lacey Evans na primeira luta feminina da história da Arábia Saudita. Natalya forçou Evans a se submeter ao "Sharpshooter" para vencer. Após a luta, Natalya e Evans compartilharam um abraço emocional no ringue e, em seguida, tiveram um abraço com vários membros da audiência antes de partirem para os bastidores.
A penúltima luta foi a luta de equipes 5-contra-5 entre o Team Hogan (Roman Reigns, Rusev, Ricochet, Ali e Shorty G; acompanhado por Hulk Hogan e Jimmy Hart) e o Team Flair (Randy Orton, Bobby Lashley, King Corbin, Campeão Intercontinental Shinsuke Nakamura, e Drew McIntyre; acompanhado por Ric Flair). Reigns executou um "Spear" em Orton para vencer para o Team Hogan.

### Evento principal
No evento principal, Seth Rollins defendeu o Universal Championship contra "The Fiend" Bray Wyatt em uma luta Falls Count Anywhere que não pôde ser interrompida por nenhum motivo. Antes da luta, Michael Cole explicou que se The Fiend vencesse, o título seria levado com ele para a marca SmackDown. The Fiend tentou um Running Senton através de uma mesa de anúncios, mas Rollins evitou, fazendo com que The Fiend quebrasse uma mesa de anúncios. The Fiend empurrou Rollins, que caiu através das mesas empilhadas no chão. Em uma plataforma, The Fiend aplicou o “Sister Abigail” em Rollins para uma contagem de dois. Na rampa de entrada, Rollins executou vários "Curb Stomps" em The Fiend. Rollins executou um superkick em The Fiend, que caiu sobre o equipamento elétrico; isso fez com que o equipamento pegasse fogo brevemente. Uma faísca incapacitou Rollins e The Fiend então apareceu. The Fiend executou o "Sister Abigail" em Rollins para ganhar o título.

## Polêmica de atrasos em viagens
Após o término do Crown Jewel, foi relatado que um vôo de volta aos Estados Unidos, transportando quase 200 lutadores da WWE e outros funcionários, sofreu um grande atraso na pista. A WWE atribuiu o atraso a "problemas da aeronave, incluindo problemas mecânicos", enquanto o proprietário do avião, Atlas Air, afirmou que seriam feitos reparos.
No entanto, conforme relatado no The Hindustan Times, o ex-comentarista da WWE, Hugo Savinovich, afirmou que foi informado de uma explicação diferente para o atraso por um executivo da WWE, bem como uma fonte na Arábia Saudita. Savinovich afirmou que, como a Arábia Saudita não pagou milhões de dólares à WWE por programas anteriores, o presidente da WWE, Vince McMahon, interrompeu a transmissão da TV do Crown Jewel na Arábia Saudita, levando o príncipe saudita Mohammed bin Salman a impedir o avião da WWE a sair do país.
O jornalista de Wrestling Dave Meltzer relatou que a WWE não havia sido paga por seus shows na Arábia Saudita em 30 de setembro de 2019, enquanto a WWE recebeu $ 60 milhões em cerca de duas horas antes do Crown Jewel. De acordo com Meltzer, 20 funcionários da WWE (incluindo 12 lutadores) conseguiram deixar a Arábia Saudita em jatos particulares sem demora; este grupo incluiu Vince McMahon, Kevin Dunn, Brock Lesnar, Paul Heyman, Hulk Hogan, Ric Flair e Tyson Fury. Meltzer citou que os lutadores da WWE atrasados não acreditavam se realmente ocorreram problemas mecânicos, devido à presença da polícia militar e que demorou cerca de 24 horas até que os funcionários da WWE fossem embora. Meltzer também afirmou que os lutadores da WWE estavam zangados com McMahon por partir sem eles.
As alegações de Meltzer, no entanto, foram refutadas pelo jornalista independente Stan Morris, cuja própria investigação não conseguiu localizar nenhuma fonte confiável que pudesse confirmar as alegações de que as estrelas/funcionários da WWE foram detidos contra sua vontade, pondo em questão a quantidade de dinheiro, Savinovich alegou que a WWE era devida e as reivindicações de que a transmissão foi cortada, bem como desafiou as alegações de que a WWE deveria facilmente ter conseguido outro voo para todos se problemas mecânicos fossem realmente o problema principal. AJ Styles, que foi uma das pessoas presas na Arábia Saudita, também refutou as alegações dizendo "Havia armas? Haviam pessoas gritando 'TODOS FORA DO AVIÃO!'? Não, isso nunca aconteceu. Minha esposa me ligou em pânico, ela está morrendo de medo. Eu digo, 'Babe, ouça, nós simplesmente não somos capazes de ir a lugar nenhum. Não é um grande problema, ninguém ameaçou nos matar.' Não havia nada disso acontecendo. Ninguém seria assassinado, isso nunca aconteceu. Não houve ameaça de dano físico ou algo parecido." Isso foi apoiado por outra lutadora, Natalya.
Como o pessoal afetado não seria capaz de voltar a tempo para o episódio da noite seguinte do Friday Night SmackDown em Buffalo, Nova York, o show foi reformulado para contar principalmente com talentos que não participaram do Crown Jewel, incluindo o elenco feminino, e o NXT (que começou a desenvolver um ângulo para Survivor Series declarando guerra contra SmackDown e Raw), enquanto a luta pelo WWE Championship no Crown Jewel (também a menor luta de todo o show) foi repetida em sua totalidade. Contribuinte SmackDown Renee Young, juntamente com Tom Phillips, Aiden Englisg, e Pat McAfee, foram os comentaristas, bem como Kayla Braxton foi a locutora de ringue.
A WWE anunciou em 4 de novembro de 2019 que havia "expandido" sua parceria com a Autoridade Geral de Entretenimento até 2027, sob a qual iria realizar dois "eventos de grande escala" no país por ano.

## Depois do evento
No SmackDown da noite seguinte, Paul Heyman descreveu a vitória de Brock Lesnar no Crown Jewel (que foi repetida na íntegra a seu pedido) como sendo "espiritualmente orgástica". Heyman também anunciou que Lesnar havia saído do SmackDown e se mudado para o Raw (levando o WWE Championship com ele), a fim de se vingar de Rey Mysterio por suas ações após a luta. No Raw da semana seguinte, depois de atacar os membros da equipe e o comentarista Dio Maddin, Lesnar foi repetidamente atacado por Rey Mysterio com um tubo de aço. Ele então desafiou Lesnar para uma luta pelo WWE Championship no Survivor Series, que foi oficializada.

## Resultados
| Nº                                          | Resultados | Estipulações                                                                                                  | Tempo |
| ------------------------------------------- | --- | --- | ----- |
| Pré- show                                   | Humberto Carrillo venceu eliminanto por último Erick Rowan | Batalha real de 20 homensl O vencedor enfrentaria AJ Styles pelo WWE United States Championship               | 12:25 |
| 1                                           | Brock Lesnar (c) (com Paul Heyman) derrotou Cain Velasquez (com Rey Mysterio) por submissão | Luta individual pelo WWE Championship                                                                         | 2:10  |
| 2                                           | The O.C. (Luke Gallows e Karl Anderson) derrotaram The Viking Raiders (Erik e Ivar), The New Day (Big E e Kofi Kingston), The Revival (Scott Dawson e Dash Wilder), The B-Team (Curtis Axel e Bo Dallas), Heavy Machinery (Otis e Tucker), Dolph Ziggler e Robert Roode, Curt Hawkins e Zack Ryder, e Lucha House Party (Lince Dorado e Gran Metalik) (com Kalisto) | Luta Turmoil de duplas pelo WWE Tag Team World Cup                                                            | 32:05 |
| 3                                           | Mansoor derrotou Cesaro | Luta individual                                                                                               | 12:45 |
| 4                                           | Tyson Fury derrotou Braun Strowman por countout | Luta individual                                                                                               | 8:04  |
| 5                                           | AJ Styles (c) (com Luke Gallows e Karl Anderson) derrotou Humberto Carrillo | Luta individual pelo WWE United States Championship                                                           | 12:34 |
| 6                                           | Natalya derrotou Lacey Evans por submissão | Luta individual                                                                                               | 7:21  |
| 7                                           | Team Hogan (Roman Reigns, Rusev, Ricochet, Shorty G, e Ali) (com Hulk Hogan e Jimmy Hart) derrotaram Team Flair (Randy Orton, King Corbin, Bobby Lashley, Shinsuke Nakamura, e Drew McIntyre) (com Ric Flair) | Luta de equipes 5-contra-5                                                                                    | 19:55 |
| 8                                           | "The Fiend" Bray Wyatt derrotou Seth Rollins (c) | Luta Falls Count Anywhere pelo WWE Universal Championship A luta não podia ser interrompida por nenhuma razão | 21:21 |
| (c) – Refere-se aos campeões antes da luta. | | |       |

1. ↑  Outros competidores por ordem de eliminação: Drake Maverick, Heath Slater, Tony Nese, The Brian Kendrick, Eric Young, Mojo Rawley, Sin Cara, Titus O'Neil, No Way Jose, Akira Tozawa, Shelton Benjamin, Apollo Crews, Buddy Murphy, R-Truth, Andrade, Sunil Singh, Cedric Alexander, e Luke Harper.

### Luta turmoil World Cup
| Ordem de entrada | Duplas                                          | Ordem de eliminação | Eliminado por                |
| ---------------- | ----------------------------------------------- | ------------------- | ---------------------------- |
| 1º               | Dolph Ziggler e Robert Roode                    | 3º                  | Heavy Machinery              |
| 2º               | Lucha House Party (Lince Dorado e Gran Metalik) | 1º                  | Dolph Ziggler e Robert Roode |
| 3º               | Curt Hawkins e Zack Ryder                       | 2                   | Dolph Ziggler e Robert Roode |
| 4º               | Heavy Machinery (Otis e Tucker)                 | 4º                  | The New Day                  |
| 5º               | The New Day (Big E e Kofi Kingston)             | 7º                  | The O.C.                     |
| 6º               | The B-Team (Curtis Axel e Bo Dallas)            | 5º                  | The New Day                  |
| 7º               | The Revival (Scott Dawson e Dash Wilder)        | 6º                  | The New Day                  |
| 8º               | The O.C. (Luke Gallows e Karl Anderson)         | N / D               | Vencedores                   |
| 9º               | The Viking Raiders (Erik e Ivar)                | 8º                  | The O.C.                     |